# Devin Cooley
Devin Cooley, född 25 maj 1997, är en amerikansk professionell ishockeymålvakt som spelar för San Jose Sharks i National Hockey League (NHL).
Han har tidigare spelat för Chicago Wolves, Milwaukee Admirals och Rochester Americans i American Hockey League (AHL); Florida Everblades i ECHL; Denver Pioneers i National Collegiate Athletic Association (NCAA); Muskegon Lumberjacks i United States Hockey League (USHL) samt Springfield Jr. Blues i North American Hockey League (NAHL).
Cooley blev aldrig NHL-draftad.